# Anton Pavlovič Čehov
Anton Pavlovič Čehov (ruski: Ант́он П́авлович Ч́ехов, Taganrog, 29. siječnja 1860. – Badenweiler, Njemačka, 15. srpnja 1904.), ruski književnik. 

## Životopis
Rođen je kao treće od šestero djece trgovca Pavela Jegoroviča i Jevgenije Jakovlevne Morozove. Od 1876. do 1879. Čehov pohađa osnovnu i srednju školu u Taganrogu, često posjećuje kazalište, objavljuje tekstove i uređuje školske novine.  1876. godine Čehovljev otac bankrotira i seli s obitelji u Moskvu, dok Pavlovič ostaje u Taganrogu. U to vrijeme Čehov piše svoju prvu dramu Bez oca, koja do danas nije pronađena. 1879. godine Anton P. Čehov završava srednju školu i odlazi u Moskvu, gdje upisuje medicinu na Moskovskom sveučilištu. Tokom studija objavljuje anonimne članke u studentskim časopisima, ubrzo izabire i pseudonim Antoša Čehonte pod kojim piše u časopisima Peterburgajska gazeta, Nova vremja, Oskolki i Ruskaja mysl. Između 1880. i 1887. piše još pod pseudonimima: Doktor koji je izgubio svoje pacijente,  Brat moga brata, Čovjek bez… itd.
Godine 1881. Čehov piše dramu koja će kasnije postati poznata pod imenom Platonov, a zanimljivo je da je ta drama izdana tek 1923., skoro dvadeset godina nakon autorove smrti. Studirao je medicinu i bio kotarski liječnik, ali zbog nedovršenog diplomskog rada nije stekao titulu liječnika. Započinje praksu u Čikinu, a iste godine objavljuje zbirku priča Melpomenine priče, dok u prosincu prvi put pati od simptoma tuberkuloze. 1884. piše i jednočinku Na glavnoj cesti. Radnja jednočinke događa se u krčmi na glavnoj cesti,  tekst nije prošao cenzuru i ocijenjen je nepodobnim za izvedbu, te je prvi put objavljen 1914. povodom desetogodišnje obljetnice Čehovljeve smrti. Godinu dana kasnije Čehov putuje u Sankt-Peterburg, gdje upoznaje izdavača Alekseya Suvorina i slikara Isaca Levitana s kojima postaje blizak prijatelj, te ubrzo počinje pisati i objavljivati tekstove u Suvorinovim novinama Novo vrijeme. U travnju 1890. Čehov odlazi na putovanje kroz Sibir do otoka Sahalina gdje kao liječnik istražuje život u kažnjeničkim logorima, nakon toga plovi još Tihim i Indijskim oceanom, a na putovanju se zadržao do listopada iste godine. Putovanja su u Čehovljevom životu bila konstanta, pa tako već 1891. odlazi obići zapadnu Europu, a iste godine izlaze mu novele Dvoboj i Žena sa sela. Kupuje malo imanje u Melihovu u Serpuhovskom okrugu, gdje seli s obitelji.
Epidemija kolere izbija u razdoblju 1892./1893.,  a Čehov kao jedan od vodećih ljudi u pokrajinskoj sanitarnoj komisiji, besplatno liječi najsiromašnije seljake i bori se protiv gladi. Objavljuje jedanaest priča uključujući Moju ženu, Skakavca te jednočinku Jubilej.
1893. upušta se u ljubavnu avanturu s Likom Mizinovom, s kojom se neće vjenčati ali će mu ona poslužiti kao inspiracija za lik Nine u drami Galeb. Piše Otok Sahalin, izlaze mu tekstovi Anonimna priča i Veliki Volođa i mali Volođa. Zdravlje mu se pogoršava 1894. te putuje u Italiju i Pariz. Obajvljuje djela Student', Učitelj književnosti, Crni redovnik i  Na ladanju.
Konstantin Sergejevič Stanislavski i Vladimir Nemirovič Dančenko otvaraju 1897. Moskovski hudužestveni teatar, što će ubrzo imati veliki utjecaj na Čehovljev daljnji rad. Čehovu umire otac, a on sam boravi u bolnici zbog prvog akutnog napadaja plućne tuberkuloze. U rujnu putuje u Francusku na liječenje, te su mu objavljene drame Ujak Vanja, Ivanov, Galeb i jednočinke kao i priče Seljaci, Kod kuće, te Divljak. U svibnju 1898. Antun Pavlovič Čehov vraća se iz inozemstva i živi neko vrijeme na Jalti, gdje preživljava drugi napadaj tuberkuloze.
Čehov prodaje sva autorska prava na svoj rad izdavaču A.F. Marksu za 75 000 rubalja,  što bi u današnoj vrijednosti bilo oko 80 000 dolara, te počinje uređivati svoja sabrana djela. Iste je godine nagrađen Ordenom sv. Stanislava za rad u obrazovanju. Piše i objavljuje tekstove Na službenom poslu, Draga, Dama sa psićem. To ljeto prodaje imanje u Melihovu i gradi kuću na Jalti.
25. svibnja 1901. Čehov se oženio glumicom Olgom Knipper, koja je igrala Mašu u Tri sestre, a evo što je jednom prilikom zapisao o braku: 
1902. godine Čehov objavljuje Biskupa i izlaze mu sabrana djela u jedanaest tomova. 
Umjetnik 1903. objavljuje svoju posljednju priču Zaručena, te mu izlazi drugo izdanje sabranih djela u šesnaest tomova. U lipnju cenzori zabranjuju izvedbu Čehovljevih drama u niskobudžetnim kazalištima za radničku klasu, a u rujnu završava Višnjik i započinje odlaziti na probe u MHAT.
Nakon toga zdravlje Antuna Pavloviča Čehova se pogoršava. Početkom lipnja Čehov putuje s Olgom Knipper na liječenje u Njemačku gdje 15. srpnja umire u Badenweileru. Pokopan je 22. srpnja na groblju Novo-deviči u Moskvi.
Antona P. Čehova nazivaju začetnikom psiholiškog realizma. U njegovim dramama ne postoji tipičan dramski sukob već sve što se događa u drami proizlazi iz psiholoških stanja, osjećaja i unutarnjih sukoba likova. Čehov u svojim dramama također inzistira na protoku vremena koji je jedan od mehanizama zbivanja u kojem se događaju promjene. U Čehovljevim dramama su vrlo detaljno ispisane didaskalije te opisana mjesta radnje što pridonosi općem razumijevanju likova i njihovih psiholoških stanja.
Drame Antona Pavloviča Čehova još su uvijek vrlo popularne na repertoarima različith kazališta, ali i kao predlošci za filmske adaptacije. Do danas je snimljeno preko 285 filmova nastalih prema njegovim djelima, poput Ujaka Vanje u New Yorku iz 1994. godine u režiji Louisa Mallea te Galeba (1968.,  Sidney Lumet) i Tri sestre (1970., Laurence Olivier).

## Stvaralaštvo
Iako je tvrdio da mu je medicina žena, a književnost ljubavnica, i unatoč tome što je svoj profesionalni život češće posvećivao upravo liječenju, u medicini je ostao poznat više kao – bolesnik, a svjetsku slavu donijelo mu je kazalište.

### Ivanova
U rujnu 1887. kazališni poduzetnik F.A. Korš naručuje od Čehova kazališni komad za upravo započetu kazališnu sezonu u svojem kazalištu. Čehov se na deset dana povlači u izolaciju i u stvaralačkoj groznici piše dramu u četiri čina – Ivanova. Glavni lik je 35-godišnji Nikolaj Ivanov, vlasnik ladanja, koji je u depresiji zbog raznih životnih problema. Njegova žena, Ana Petrovna, rođena kao Sara Abramson je Židovka koja se zbog udaje preobratila na pravoslavnu vjeru i izgubila miraz. Ana Petrovna umire od tuberkuloze. Jedino što joj može pomoći odmor je na Krimskome poluotoku, no Ivanov joj to ne može omogućiti jer duguje novac Zinaidi Savišnoj. Ivanov zapravo ne voli svoju umiruću ženu i jedini motiv za udaju bio mu je Anin veliki miraz koji je izgubila preobrativši se, a sad kad mu je supruga na samrti zaljubio se u kći Lebdjeva i Zinaide – Sašu. U prvoj verziji teksta Ivanov umire prirodnom smrću, tiho i neprimjetno, što je kasnije Čehov promijenio te se na kraju četvrtoga čina Ivanov ubija revolverom.
Predstava je praizvedena 19. studenog 1887. godine u Ruskom dramskom kazalištu F.A. Korša u Moskvi. Probe za predstavu su trajale desetak dana, Čehov je gledao svaku probu te je bio vrlo nezadovoljan glumačkim izvedbama. Dio publike primio je predstavu s oduševljenjem i velikim pljeskom dok je drugi dio publike glasno zviždao, a nakon praizvedbe odigrane su još samo dvije reprize. Čehov je na Ivanovu još radio,  promijenio je kraj i dvije godine kasnije, 1889., predstava je 31. siječnja odigrana u Aleksandrinskom kazalištu u Sankt-Peterburgu, u režiji Fjodorova Jurkovskog. Ova predstava bila je vrlo uspješna, čak je i sam Čehov izašao na poklon s glumcima, a nakon ostalih izvedbi dobivao je još mnoge čestitke. 
Sljedeće godine Čehovu izlazi prva ozbiljna duža priča Stepa, a jednočinke Medvjed i Prosidba izvode se s uspjehom, dok kratka priča U suton dobiva Puškinovu nagradu Akademije znanosti.

### Ujak Vanja
U listopadu 1889. Čehov završava dramu Šumski goblin,  predstava igra u prosincu, no dobiva jako loše kritike,  te ga početkom nove godine Čehov pretvara u dramu Ujak Vanja, koja će biti objavljena tek 1897. Ujak Vanja događa se na ruskome selu, gdje se na ladanju nalaze četiri lika bez ikakvog smisla u životu, i bez nade u promjenu. Osnovni odnos je ljubavni četverokut. Jelena Andrejevna, mlada je i zgodna žena starog profesora Serebrjakova, koji je prije bio oženjen Vanjinom sestrom, iz toga prošlog braka Serebrjakov ima kćerku Sonju. Sonjin ujak Vanja, kao i seoski liječnik i osobenjak Astrov zaljubljeni su u Jelenu Andrejevnu dok se Sonji sviđa Astrov. Na kraju niti jedna veza ne bude ostvarena, a Serebrjakovi odlaze. Sve ostaje kako je i bilo bez ikakve nade da će biti bolje.
Različita kazališta u Kijevu, Krakovu i Nižem Novgorodu izvode Ujaka Vanju 1899., a Čehov razmišlja da dramu pretvori u kratki roman, no ipak to ne čini. Iste godine, s obzirom na to da Čehov zbog bolesti nije mogao doći u Moskvu na predstave Moskovskog hudožestvenog teatra, kazalište je s cijelom trupom, kostimima, scenografijom i rekvizitom krenulo na dugi put prema Krimskom poluotoku i Jalti. Tamo su hudožestvenici za A. P. Čehova i Maksima Gorkog izveli Galeba, Ujaka Vanju, Usamljene od Hauptmanna i Heddu Gabler Ibsena.

### Galeb
Dramu Galeb Čehov piše 1895. godine, a ta drama govori o kazalištu, nepremostivim razlikama između stare i mlade generacije, ljubavi prema umjetnosti. Glavni lik Galeba je poznata glumica Irina Nikolajevna Arkadina koja s ljubavnikom književnikom Borisom Aleksejevičem Trigorinom dolazi na imanje svoga bolesnoga brata Sorina. Na imanju sin Irine Nikolajevne, Konstantin Gavrilovič Trepljov želi postaviti predstavu, pokušavajući pronaći novi kazališni oblik, no majka nema sluha niti razumijevanja za sinovljeve pokušaje. Glavna glumica te predstave je Nina Mihajlovna Zarečna, mlada djevojka kojoj se Trepljov želi svidjeti pa joj daruje mrtvog galeba kojega je sam ubio. Nina je zgrožena tim postupkom, a istovremeno je opčinjena Trigorinom koji je zavodi povlačeći paralele između njenoga života i mrtvoga galeba kojega je dobila na poklon. Depresivni Trepljov, kojeg je Nina odbila, pokušava samoubojstvo, no metak mu je samo okrznuo glavu. Irina Nikolajevna Arkadina želi natrag u Moskvu, dok Trigorin želi ostati na imanju, no ipak popušta željama ljubavnice. Nina i Trigorin se posljednji put vide prije njegovog odlaska, ona mu obećaje da će postati glumica i da će se vidjeti u Moskvi. Posljednji čin se događa dvije godine kasnije, saznajemo da su Nina i Trigorin imali dijete koje je umrlo i da se Trigorin vratio Irini Nikolajevnoj Arkadini. Nina je te dvije godine provela putujući uokolo s drugorazrednom glumačkom družinom i sada sve to priča Trepljovu, koji se na kraju drame ustrijeli. Galeba je obilježio neuspjeh na premijeri u Alexandrovom kazalištu u Sankt-Peterburgu, no već druga je izvedba pokazala da mu je publika ipak sklona.
17. prosinca u Moskovskom hudožestvenom teatru premijerno je i s vrlo velikim uspjehom izvedena drama Galeb u režiji K.S. Stanislavskog, no sam Čehov nije nazočio premijeri. U telegramu koji mu je nakon predstave poslao na u Jaltu V.Nemirovič-Dančenko napisao je: 
 Galeb je poslije tog uspjeha postao simbolom MHAT-a.

### Tri sestre
U siječnju 1900. Čehov je izabran je za počasnog člana Književnog odjela Akademije znanosti. Objavljuje djela U Raveni i Na Božić. Od kolovoza do prosinca piše svoju najpoznatiju dramu Tri sestre koju završava u Nici. Glavni likovi drame su Olga, Maša i Irina, sestre Prozorov i njihov brat Andrej. Radnja drame zbiva se u ruskom provincijskome gradu gdje su se preselile prije jedanaest godina zbog prekomande njihova oca. Kroz dramu se provlači želja i čeznja za povratkom u Moskvu. Prvi čin započinje slavljem Irininog imendana, no to je ujedno i godišnjica smrti njihovoga oca. U goste im dolaze časnici Tusenbach, Soljoni i Čebutkin koji su na službi u gradu te u društvo uvode novog zapovjednika Veršinjina. Olga predaje u gimnaziji, a Maša, jedina od sestara koja je u braku, udana je za profesora Kuligina. Andrej prosi Nataliju Ivanovnu. Između prvog i drugog čina protječe godinu dana. U drugome Andrej i Natalija Ivanovna dobili su sina, no Andrej je nezadovoljan brakom i kocka. Maša je također nezadovoljna svojim brakom i prihvaća udvaranje Veršinjina. U Irinu su zaljubljeni Tusenbach i Soljoni, kojeg ona odbija. Soljoni potom prijeti da će ubiti svakog suparnika. U trećem činu cijeli grad je zahvaćen velikim požarom. Olga odlazi pomoći nastradalima, Kuligin traži Mašu, a Irina nije sigurna želi li pristati na brak s Tusenbachom. Andrej priopćuje da je prokockao kuću, te na njegove riječi Olga sa sluškinjom odlazi živjeti u školski stan. U posljednjem činu vojska napušta grad, Veršinjin se oprašta s Mašom, dok su Soljoni i Tusenbach ugovorili dvoboj, u kojem Tusenbach smrtno stradava. Drama završava monolozima sestara u kojima kao i kod ostalih Čehovljevih junaka dolaze do spoznaje da se njihovi životi ne mogu promijeniti. To se vidi u riječima Olge: 
1902. godine dobiva Gribojedovu nagradu Društva dramskih pisaca i opernih skladatelja za Tri sestre.

### Višnjik
1902. godine započinje pisati svoju posljednju dramu, u kojoj se bavi propadanjem ruske aristokracije – Višnjik. Drama počinje povratkom Ljubove Andrejevne Ranjevske i njezine kćeri Anje iz Pariza na staro imanje koje je pod hipotekom. Višnjik i kuća za nekoliko mjeseci će biti prodani na aukciji. Ranjevska želi spasiti imanje udajom svoje kćeri Varje za Lopahina, bogatog i uspješnog trgovca, koji želi posjeći višnjik i izgraditi odmaralište. Lopahin kupuje imanje na aukciji, odlučuje posjeći višnjik i ne oženiti Varju. Drama završava odlazkom Ranjevske i njezinog brata Gajeva te sječom višnjika. Višnjik je simbol jedne obitelji i klase koja polako propada.
17. siječnja 1904.,  na njegov rođendan premijerno je izveden Višnjik, a glavnu žensku ulogu Ranjevske igrala je Čehovljeva supruga Olga Knipper. No, izvedbom je Čehov bio nezadovoljan jer je Višnjik naslovio kao komediju, a K.S. Stanislavski i V. Nemirovič Dančenko su ga postavili kao tragediju. Predstava svejedno doživljava veliki uspjeh u Moskvi i Sankt-Peterburgu.

## Izabrana bibliografija

#### Drame
- O štetnosti duhana (1886., 1902.)
- Ivanov (1887.)
- Medvjed (1888.)
- Prosidba (c. 1888. – 1889.)
- Šumski duh (1889.)
- Svadba (1889.)
- Jubilej (1891.)
- Galeb (1896.)
- Ujak Vanja (1897.)
- Tri sestre (1900.)
- Višnjik (1903.)

#### Proza
- Melpomenine bajke (1884.)
- Šarene priče (1886.)
- Nevine priče (1887.)
- U sutonu (1887.)
- Novele i pripovijetke (zbirka izdana 1894.):
  - Dama sa psetancetom
  - Čovjek u futroli
  - Stepa
  - Ogrozd
  - Dočasnik Prišibjejev
  - O ljubavi
  - Odjel br. 6
  - U jaruzi
  - Nevjesta
- Otok Sahalin (1895.)

## Vanjske poveznice
- Filmske adaptacije Čehovljevih djela od kojih su poznatije:
  - Galeb iz 1968. u režiji Sidneyja Lumeta
  - Tri sestre iz 1970. u režiji Laurencea Oliviera
  - Ujak Vanja naslovljen August iz 1996. u režiji Anthonyja Hopkinsa
- Čehovljev portal